# Großer Pinnower See
Der Große Pinnower See (auch Großer  See) bei Murchin liegt unweit des Ortsteils Pinnow im Lassaner Winkel, zirka 15 Kilometer nordöstlich von Anklam, im Landkreis Vorpommern-Greifswald. Nächstgelegene Stadt ist Lassan, etwa 5 Kilometer nordwestlich des Sees gelegen.
Der See hat eine Länge von rund 1,3 Kilometern und eine Breite von rund 690 Metern. Seine Entstehung geht auf die letzte Eiszeit zurück und strukturell gehört er zu den dimiktischen Gewässern (zweimal pro Jahr durchmischt) als Einschnitt der früheren Eisrandlage zwischen Anklam und Wolgast. Zeitweise hatte der See einen oberirdischen Abfluss in den Lassaner Mühlgraben. Vor langen Jahren wurde dieser Abfluss wegen übermäßiger Wasserverluste des Sees verschlossen. Ein späterer Rekanalisierungsversuch wurde abgebrochen, da der zugehörige Düker unter der Straße von Lentschow nach Wangelkow nicht mehr aufzufinden war.
Neben dem Großen See befindet sich mit dem Straßensee, der etwas östlich nahe dem Ortsteil Wangelkow der Gemeinde Buggenhagen liegt, ein weiteres kleineres Gewässer in der unmittelbaren Umgebung. Ein Graben verbindet den Großen Pinnower See mit dem Straßensee. Zahlreiche Teiche und kleine Seen ohne direkte Verbindung befinden sich im weiteren Umfeld.

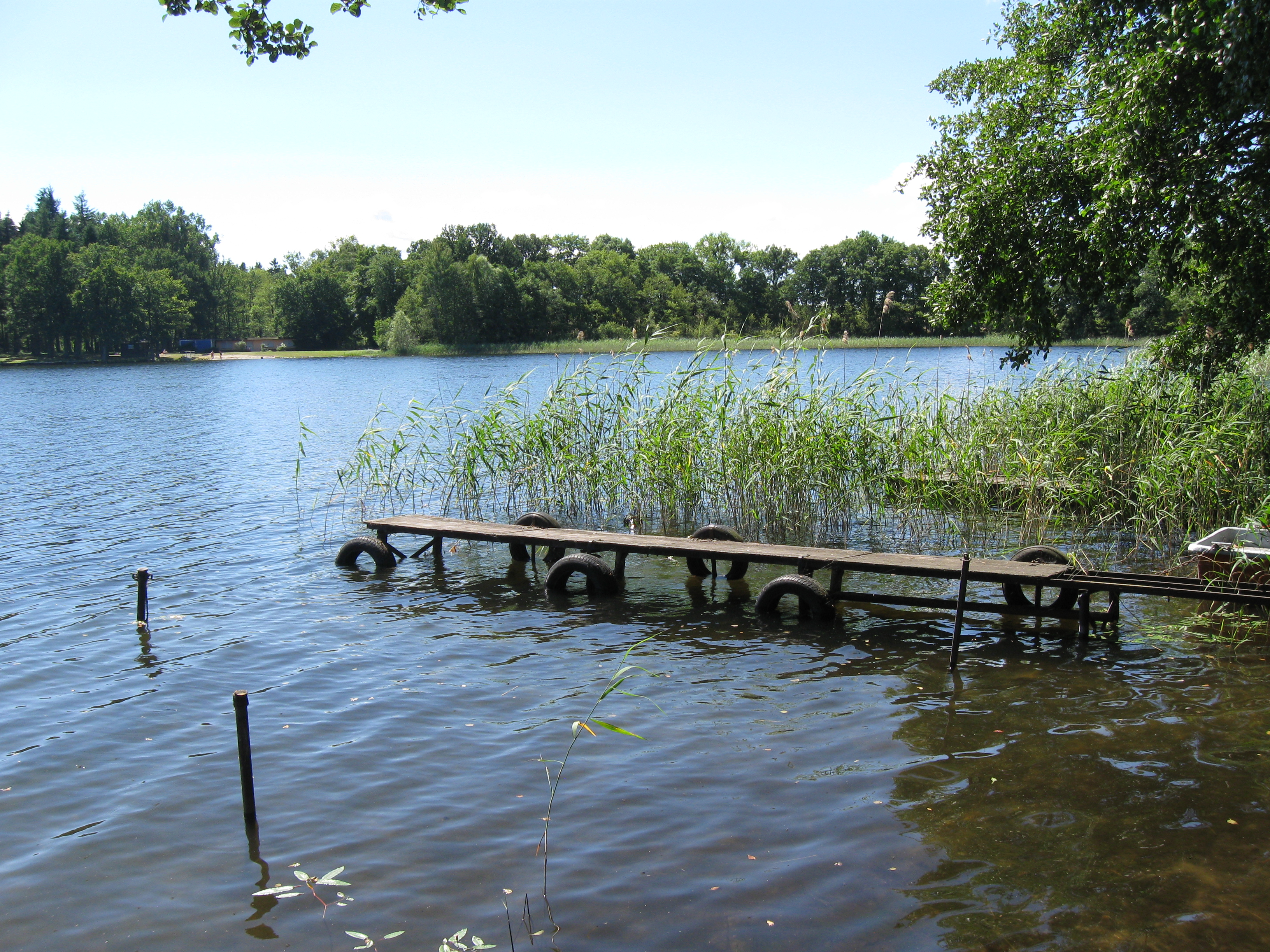
Nordwestufer des Großen Sees mit Steg. Das offen gelassene Strandbad im Bildhintergrund.

Der See grenzt teilweise an den Pinnower Forst, vor allem das Nord- und Ostufer sind verschilft und schwer zugänglich. Am See befindet sich am Westufer ein Schullandheim und angrenzend am Nordwestufer seit 1973 eine Ferienhaussiedlung mit einzelnen privaten Badestellen. Gegenüberliegend existiert am südwestlichen Seeufer ein kleines öffentliches Strandbad, das derzeit jedoch ohne Betreiber ist.
Es münden keine nennenswerten Oberflächengewässer in den See. Nach Anlage eines Abflusses im 20. Jahrhundert sank der Wasserstand deutlich. Nach dessen Verschluss stieg er wieder an und erreichte nach starken Niederschlägen im Mai 2013 einen bisherigen Höchststand. Der durchschnittliche Wasserstand liegt bei 10 m ü. NN.
Nach dem Demenzsee mit etwa 26 m Wassertiefe und dem 3 Kilometer nordöstlich gelegenen Berliner See mit 16 m ist der Große Pinnower See mit 15,2 m der dritttiefste See in Vorpommern. Die Wasserqualität im See ist von hoher Güte. Bei Messungen im Jahr 1997 wurden hohe Sichttiefen von 4,8 m bis 5,2 m festgestellt.

## Flora und Fauna
Unweit des Sees befindet sich das Naturschutzgebiet Peenetalmoor, Europas größtes zusammenhängendes Niedermoor. Weite Teile vor allem des westlichen und südlichen Uferbereichs sind Teil dieses Naturschutzgebietes und als Biotop geschützt. Das Befahren des Sees mit Motorbooten ist nicht gestattet.
Der Große See ist sehr fischreich und verfügt über Bestände von Aal, Barsch, Hecht, Plötze, Rotfeder sowie Kleiner Maräne.
Ferner sind viele seltene und geschützte Tier- und Pflanzenarten am und im See heimisch. Dazu gehören Flusskrebse, Ringelnatter, verschiedene Libellenarten aber auch Seeadler sowie Weißstörche als Nahrungsgäste in unmittelbarer Umgebung des Sees. Als Laichhabitat bietet sich ein Lebensraum für Arten wie den Grasfrösche und die Erdkröten.
Der See befindet sich seit einigen Jahren in Privatbesitz.